# Omonia Nikosia (Basketball)
Papa Johns Omonia BC ist eine zyprische Basketballmannschaft aus Nikosia und Teil von Omonia Nikosia.

## Geschichte
Der Verein wurde 1948 gegründet, seitdem besteht auch die Basketball-Abteilung. Der Klub beendete die reguläre Saison in der zyprischen ersten Liga diverse Male in den Top 3, zu einem Meisterschaftsgewinn reichte es jedoch bisher nicht. Auch den zyprischen Basketballpokal errang man nicht. Dort schaffte es das Team in der Saison 2002/03 ins Finale, scheiterte in diesem aber an APOEL Nikosia. 1996 und 1997 spielte Omonia im Korać-Cup, einem Europapokal, mit. Der Verein trägt seine Heimspiele in der 6.000 Plätze umfassenden Eleftheria Athletic Centre aus.

## Namensgeschichte
Das Basketballteam hatte in der Vergangenheit mehrere Namenssponsoren, was zu Änderungen des Vereinsnamens führte:
- Nissan Omonia Nikosia (2008–09)
- Omonia A.C. (2009)
- Nissan Omonia (2009–10)
- Hasapis Omonia (2010–11)
- Papa Johns Omonia (2011-)

## Erfolge
- Zyprischer Vize-Pokalsieger (2003)